# Bruce Hopkins
Raymond Bruce Hopkins (Invercargill, 25 novembre 1955) è un attore neozelandese divenuto famoso per l'interpretazione di Gamling nella trilogia cinematografica Il Signore degli Anelli di Peter Jackson.

## Biografia
Nato a Invercargill, la città più a sud della Nuova Zelanda, è figlio di Colleen Marguerite e Bill Hopkins. Prima di entrare nel mondo dello spettacolo, ha lavorato come pescatore di gamberi come il padre e insegnante di educazione fisica. In seguito ha lavorato come ballerino professionista, attore teatrale e televisivo nonché doppiatore e conduttore radiofonico.

## Filmografia parziale

### Cinema
- Il Signore degli Anelli - Le due torri (2002)
- Il Signore degli Anelli - Il ritorno del re (2003)
- Under the Mountain, regia di Jonathan King (2009)
- Housebound (2014)
- Into the Rainbow, regia di Norman Stone e Gary Wing-Lun Mak (2017)

### Televisione
- Power Rangers Dino Thunder – serie TV, episodio 1x35 (2004) - voce Drago Rubino

## Doppiatori italiani
- Roberto Draghetti in Il Signore degli Anelli - Le due torri, Il Signore degli Anelli - Il ritorno del re

Da doppiatore è sostituito da:
- Massimo Lodolo in Power Rangers Dino Thunder